# Отношения Гвинеи-Бисау и России
Отношения Гвинеи-Бисау и России — двусторонние дипломатические отношения между Гвинеей-Бисау и Россией.

## История

### Советский период
Отношения между Советским Союзом и Африканской партией за независимость Гвинеи и Кабо-Верде (ПАИГК), возглавляемой Амилькаром Кабралом, начались в год 50-летия образования СССР и особо активизировались в 1961 году, когда началась подготовка и вооружение партии. В 1965 году первая группа в составе 75 лидеров ПАИГК начала обучение в советском военном училище в Перевальном, где их обучали навыкам изготовления и использования взрывчатых веществ, а также партизанской тактике. СССР и Гвинея-Бисау установили официальные дипломатические отношения 6 октября 1973 года. 
В 1973 году советские власти начали поставлять ПАИГК ракеты класса «земля-воздух» «Стрела-2» для использования в войне с португальцами. 
21 февраля 1975 года между двумя государствами был подписан ряд соглашений, охватывающих экономическое, техническое, культурное и научное сотрудничество, торговое соглашение и соглашение о воздушном сообщении.  В период с 1974 по 1983 годы Советский Союз был единственным поставщиком оружия в Гвинею-Бисау. 
После визита Амилькара Кабрала в Москву в 1961 году власти СССР официально установили связи с вооруженной революционной группировкой Африканская партия за независимость Гвинеи и Кабо-Верде (ПАИГК). СССР предоставил различное оружие партизанам ПАИГК, включая базуки, реактивные гранаты, винтовки АК-47 и, в конечном счете (вскоре после убийства Амилькара Кабрала) ракеты «Стрела-2».  Советские специалисты также обеспечивали подготовку бойцов ПАИГК к партизанской войне на базе в Перевальном, УССР, а также подготовку медсестер. 
21 февраля 1975 года власти двух государств подписали двустороннее соглашение, предусматривающее тесные связи. В частности, Аэрофлот осуществлял полеты студентов из  Гвинеи-Бисау в СССР для получения образования.  В период с 1973 по 1992 годы около 3000 молодых гвинейцев  учились по стипендиям в Советском Союзе; еще 3000 стипендий получили кубинцы и 61 —  уроженцы ГДР.  Между двумя странами в дальнейшем было подписано множество других подобных договоров.
Связи между Советским Союзом и Гвинеей-Бисау ослабли после того, как в 1991 году начался распад СССР.  Огромное количество оружия и боеприпасов советского производства в стране попало в руки к войскам повстанцев под командованием Ансумане Мане во время гражданской войны в Гвинее-Бисау (1998-1999).

## Современное состояние

### Дипломатические связи
31 декабря 1991 года Гвинея-Бисау официально признала Российскую Федерацию в качестве государства-правопреемника Советского Союза после распада последнего.  У Гвинеи-Бисау есть посольство в Москве, а у России есть посольство в Бисау. Российские граждане и сотрудники посольства были эвакуированы из Гвинеи-Бисау в 1998 году из-за боевых действий между правительственными войсками и повстанцами. Нынешним послом России в Гвинее-Бисау является Михаил Валинский, который был назначен на эту должность президентом России Дмитрием Медведевым 1 декабря 2008 года.  Нынешним послом Гвинеи-Бисау в России является Рожерио Араужо Адольфо Эрберт, который вручил свою верительную грамоту тогдашнему президенту России Борису Ельцину 14 августа 1997 года.

### Политическое взаимодействие
В августе 2001 года Россия простила Гвинее-Бисау восемьдесят процентов долга, который, как сообщалось, оценивался в 178 миллионов долларов США.  1 марта 2009 года президент Гвинеи-Бисау Жуан Бернарду Виейра был убит группой солдат армии республики. Россия осудила это убийство, и, отметив свою солидарность с мнением представителей Африканского союза, Министерство иностранных дел России заявило, что оно «выступает против насильственной смены власти».

### Происшествия
В январе 2005 года посол Гвинеи-Бисау в России Рожерио Араужо Адольфо Эрберт был взят в заложники в здании дипмиссии в Москве студентами из Гвинеи-Бисау, протестовавшими против невыплаты им стипендий.